# Solcelle-mikrovekselretter
En solcelle-mikrovekselretter, også kaldet en mikroinverter eller mikrovekselretter, omsætter jævnstrøm (DC) fra et enkelt solcellepanel til vekselstrøm (AC). Den elektriske energi fra adskillige mikrovekselrettere forbindes sammen på AC-siden og forbindes til elnettet. Dette er i modsætning til konventionelle solcelle-vekselrettere med den konventionelle serieforbindelser af solcellepaneler til én central solcelle-vekselretter.
Mikrovekselrettere har adskillige fordele i forhold til konventionelle centrale vekselrettere. Den største fordel er at selv små mængder skygge, snavsaflejring eller sneaflejringer på et hvilket som helst panel – eller en panelfejl, ikke vil reducere output med mere en det nævnte panels reducerede effekttab. Hver mikrovekselretter finder den optimale effekt ved at udføre maximum power point tracking (MPPT) for dets forbundne panel.
Mikrovekselrettere primære ulempe er at den højere anskaffelsesudgift kr/Wpeak af udstyret, end et ækvivalent solcelleanlæg med en central vekselretter, og mikrovekselrettere er normalt placeret nær panelet, hvor de er sværere at vedligeholde. Disse betænkeligheder overgås af at mikrovekselrettere er meget mere holdbare og er simplere at installere.
Mikrovekselrettere som accepterer DC-input fra to paneler, i stedet for én, er en ny udvikling. Disse udfører uafhængig maximum power point tracking på hver af de forbundne paneler. Dette reducerer anskaffelsesudgiften og gør disse solcelleanlæg sammenlignelige i anskaffelsesudgift med de centralt baserede vekselretter solcelleanlæg.

## Konkurrence
Enphase succes er ikke blevet overset, og siden 2010 er et vælg af konkurrenter dukket op. Mange af dem har identiske specifikationer med M190, og selv med dennes kasse og monteringsdetaljer.
 
Nogle differentierer sig ved at konkurrere med Enphase på pris eller ydelse, 
mens andre angriber niche markeder.
 
Større firmaer er også trådt ind i markedet; OKE-Services opdaterede OK4-All produkt blev for kort tid siden købt af SMA og bliver rebranded som SunnyBoy 240.
 
mens Power-One har introduceret AURORA 300.
 
Andre store spillere omfatter Enecsys, SolarBridge og SolarEdge.